# Sieropositività
Il termine sieropositività, in termini strettamente medici, indica il risultato "positivo" in un test di ricerca anticorpale sul sangue, e mostra una avvenuta sieroconversione (cioè è stato trovato un anticorpo specifico contro un determinato antigene).

## Sieropositività al test HIV

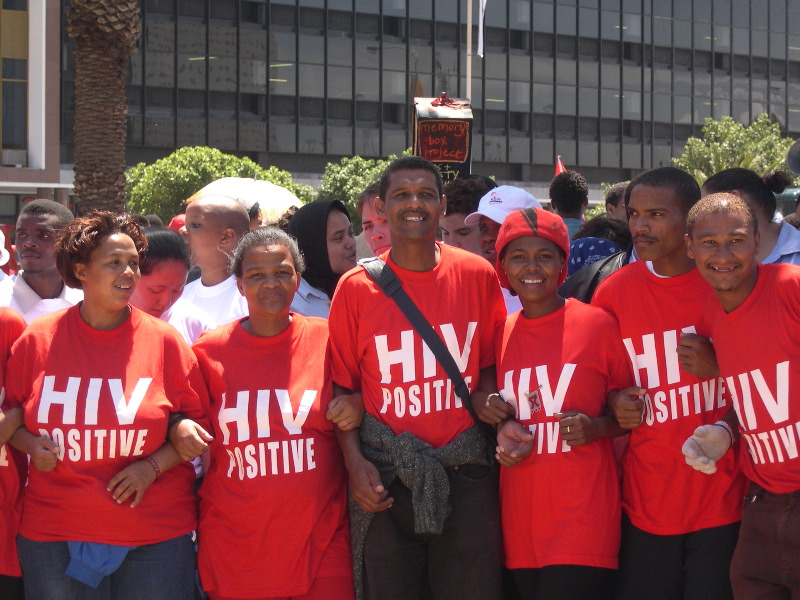
Persone sudafricane sieropositive all'HIV durante un'azione di manifestazione

Nel linguaggio corrente, tuttavia, è invalsa l'abitudine di indicare per antonomasia un caso particolare di sieroconversione, cioè specificamente quella ai test per la rilevazione dell'HIV, l'agente eziologico dell'AIDS.
Questo uso è nato in un'epoca in cui l'AIDS era ancora una malattia per la quale non esistevano terapie, e fortemente stigmatizzata dalla società, ragione per cui il risultato positivo al test costituiva da un lato la dimostrazione della presenza di un'infezione dagli esiti quasi sempre fatali, e dall'altro l'appartenenza a un vero e proprio gruppo stigmatizzato, di cui la popolazione aveva paura e verso cui avevano luogo continui atti di discriminazione.
Mentre non esiste la figura sociale del "sieropositivo" all'epatite virale o ad altre infezioni, la figura sociale del sieropositivo all'HIV, a partire dal "caso Rock Hudson" nel 1985, divenne rapidamente una sorta di figura minacciosa percepita con paura, e respinta in qualche caso con atteggiamenti addirittura violenti.

### Il significato clinico della sieroconversione HIV
Un ulteriore motivo per cui la parola "sieropositività" ha iniziato a essere usata per indicare la condizione di infezione al virus HIV è che, mentre in diverse malattie la sieropositività coincide con la malattia stessa, o addirittura con il suo superamento, nel caso dell'AIDS esiste una particolare fase in cui la persona è infettata, ma è peraltro sana, o non manifesta sintomi tali da permettere una diagnosi di AIDS.
Questa "fase grigia" può durare anche per tutta la vita e anzi, con l'arrivo delle terapie antiretrovirali che riescono a evitare il manifestarsi dell'AIDS conclamato, la condizione di persona sieropositiva, ma senza sintomi da AIDS, è diventata nei Paesi sviluppati più la norma che l'eccezione.

### Le associazioni
Contro la situazione di discriminazione e paura sorsero per reazione in tutto il mondo associazioni e un movimento di lotta delle persone sieropositive, inizialmente in maggioranza (e in molte nazioni in prevalenza) omosessuali, con il compito di sensibilizzare e informare meglio la popolazione, chiedere l'approvazione di leggi antidiscriminazione, e offrire sostegno alle persone sieropositive stesse. In Italia associazioni di questo tipo sono l'Associazione Solidarietà AIDS di Milano, la Lega italiana per lotta contro l'AIDS (presente a livello nazionale) e altre ancora.

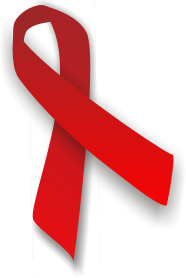
Il nastro rosso, simbolo internazionale di solidarietà con le persone sieropositive e di lotta contro l'AIDS

Inizialmente legate al movimento di liberazione omosessuale (i primi militanti e fondatori ne facevano tutti parte), hanno con gli anni cambiato caratteristiche, in risposta all'evoluzione dell'epidemia di AIDS in Italia, che colpisce in prevalenza persone eterosessuali.
All'estero, la più nota e agguerrita associazione di questo tipo è stata per molti anni ACT UP, ma organizzazioni politiche e di auto-aiuto di e per persone sieropositive esistono in tutti i paesi occidentali.

### Nelle arti
La condizione umana e sociale della persona sieropositiva ha dato luogo a numerose riflessioni politiche, ma anche culturali, come per esempio nel campo della letteratura, del cinema o del teatro.